# Ochthebius puberulus
Ochthebius puberulus är en skalbaggsart som beskrevs av Edmund Reitter 1885. Ochthebius puberulus ingår i släktet Ochthebius och familjen vattenbrynsbaggar. Inga underarter finns listade i Catalogue of Life.